# Arbeitsgesetzbuch der Litauischen Sozialistischen Sowjetrepublik
Arbeitsgesetzbuch der Litauischen Sozialistischen Sowjetrepublik (lit. Lietuvos Tarybų Socialistinės Respublikos darbo įstatymų kodeksas, LTSR DĮK)  war die umfassende sowjetlitauische Arbeitsrechtskodifikation und Hauptrechtsquelle des sowjetlitauischen Arbeitsrechts. Das Gesetz wurde vom Obersten Sowjet Sowjetlitauens am 1. Juni 1971 verabschiedet und trat am 1. Januar 1973 in Kraft. Der Nachfolger des Gesetzbuches ist das Arbeitsgesetzbuch der Republik Litauen.